# 김하영 (성우)
김하영(1985년 11월 26일 ~ )은 대한민국의 여자 성우다. 2010년 대원방송 성우극회 공채 2기 성우로 데뷔했다.

## 출연 작품
굵은 글씨는 주연 및 레귤러 캐릭터.

### 애니메이션
- 괴도 조커(카툰네트워크) - 다이아몬드 퀸, 금나라
- 건담 빌드 파이터즈 트라이(카툰네트워크) - 미래
- 꼬마의사 맥스터핀스 (디즈니 채널) - 프리다, 레일라니, 피치파이, 베스, 스너그
- 나의 히어로 아카데미아(애니박스) - 미네타 미노루
- 내 마음의 비밀 - 선우지애
- 다이노코어(SBS) - 에밀리
- 달의 요정 세일러문(애니원) - 미나/세일러 비너스
- 드래곤볼Z 카이 - 인조인간 18호, 부르마 엄마
- 디지몬 크로스워즈 - 해나
- 딩동아 놀자!(KBS) - 꼬미
- 라인 타운(디즈니 채널) - 코니
- 럭키덕(디즈니 채널) - 대니
- 레고 스타워즈 프리메이커(디즈니 채널) - 로완
- 레고 엘프 - 에밀리
- 레귤러 쇼 (카툰 네트워크) - 쉬레이
- 리갈 아카데미(니켈로디언) - 로즈
- 매일엄마(SBS) - 유민, 대지의 엄마, 빡빡이의 엄마
- 몬스터 하이 - 캐티누아, 지나파이어, 로나
- 몬스터 비치(카툰네트워크) - 딘
- 무민(재능TV) - 라구나, 밈블엄마
- 바비의 라푼젤 - 켈리, 카트리나
- 바비의 페가수스 - 로즈, 왕비
- 바비의 백조의 호수 - 켈리, 이반
- 바비의 공주와 거지 - 여왕, 버티
- 미라클 체인지 퍼펙트 반장!(애니원) - 효린, 소리
- 뱀파이어 프린세스(애니박스) - 로라, 소년 아키라
- 보안관 칼리의 서부모험(디즈니 채널) - 프리실라, 클레멘타인
- 빠뿌야 놀자 - 폼니
- 산제이&크레이그(니켈로디언) - 벨르
- 서몬마스터즈 블루드래곤 - 천계의 7룡 - 프리뮬러
- 썬더일레븐 GO 갤럭시(재능TV) - 승우
- 소년탐정 김전일 Original(애니원) - 마리아 프리드 리히, 아마네 유카, 츠키시마 후유코, 리에, 나루미, 토리마루 나오코, 카미즈 사야카. 양 레이리 김전일 어머니
- 소년탐정 김전일 R(애니박스) - 아카네, 미하루
- 스파키의 자동차 마을 - 피키, 범퍼
- 스피릿(드림웍스) - 마리셀라
- 신령사냥 - 마사유키 엄마
- 심쿵! 프리큐어(애니박스) - 리라(큐어 소드)
- 엄마와 함께보는 지혜동화
- 엉뚱발랄 재키캣 - 그레타, 에드나
- 에그엔젤 코코밍(디즈니 채널) - 노주미, 리린밍, 체이밍,  래미밍,  산타밍,  예다은
- 에버 에프터 하이(넷플릭스) - 애플 화이트
- 여고생 수다클럽(애니박스) - 김민서
- 역전재판(애니박스) - 아야사토 마요이
- 오달달, 오달몬!(재능TV) - 엄마
- 오토비굿(KBS) - 캘리
- 와글와글 붕붕 삼총사 (대원방송)
- 완다가 간다 (디즈니 채널) - 공주, 낸시
- 왔다 다이노(EBS) - 티보
- 왕괴짜 돈만이(애니원) - 돈만이
- 우리들이 있었다 - 나나
- 원펀맨(블루레이 디스크) - 전율의 타츠마키
- 원피스 Original(애니원) - 네펠타리 비비, 코비, 어린 상디, 카르멘, 미스 골든위크, 테라코타, 리카
  - 원피스 Original 8기 에니에스 로비 편 - 칼리파, 모즈, 미스 먼데이
- 유희왕 5D's - 맥스
- 유희왕 ZEXAL - 유나, 트론
- 장화신은 고양이의 신나는 모험(드림웍스) - 비나, 에스메, 더체스
- 줄리안 대왕 만세(드림웍스) - 시시, 크림슨, 메리엔, 줄리엔느 공주
- 쥐라기캅스(KBS1) - 반장, 연아
- 채소극장 베지테일(드림웍스) - 로라, 블루베리마담
- 천재강아지 미스터 피바디(드림웍스) - 크리스틴
- 캡슐보이(KBS) - 밍페이
- 크로스파이트 비드맨 2기(재능TV) - 한이빈, 강민엄마
- 탐험 드리랜드 2기(대교방송) - 앨리슨
- 터닝메카드 3기(미정) - 로아
- 텐카이 나이트 - 두기, 바론
- 토닥토닥 마음아(EBS1) - 바리, 모래
- 투모로우 나라의 마일스(무정) - 젬마여왕, 포포
- 트로피컬 루즈! 프리큐어 - 최바다(큐어 마린)
- 파워캐치 완다(투니버스) - 테라라
- 팡팡! 불량로봇 대소동 - 로빈
- 패기와 캣(무정) - 밤의 여왕, 퀴리
- 페어리 테일 - 쥬비아 록서, 릴라, 어린 리온, 코코, 레일라, 어린 쇼
- 포켓몬스터 The Origin(투니버스) - 탕구리, 꼬렛
- 포켓몬스터 XY(투니버스) - 마슈
- 포켓몬스터 썬&문(투니버스) - 수련(90화까지)
- 퓨처 카드 버디파이트(투니버스) - 정환희, 나난하
- 프린세스 스타의 모험일기(디즈니 채널) - 포니헤드, 스컬닉, 마르코 엄마, 재키, 스타팬 13번(시즌1~3까지)
- 피너츠(디즈니 채널) - 찰리 브라운
- 하트캐치 프리큐어! - 최바다(큐어 마린)
- 해파리 공주 - 밤바
- 행복한 퍼핀 가족 - 모씨, 메이, 핍
- 헐크와 스매쉬군단(투니버스) - 타이타니아
- 헨리 허글 몬스터(디즈니 주니어) - 써머, 에스텔
- 홀리의 신비한 여행 - 알다, 에스터
- 홈 : 팀과 오의 모험(드림웍스) - 보비
- 후레쉬 프리큐어! - 소미 엄마, 핑크링, 레이카, 지혜
- 후로티 로봇(재능TV) - 포도미
- GO! GO! 동물탐험대 - 짐
- SD 건담 삼국전 - 초선 큐베레이, 황월영 건이지

### 극장용 애니메이션
- Yes! 프리큐어5 극장판 - 거울 나라의 미라클 대모험! (대원방송) - 다크 레모네이드
- 가디언즈 (MOVIE)
- 개구쟁이 스머프2 (MOVIE) - 낸시오딜, 바네사
- 도라에몽 극장판 진구와 기적의 섬 ~애니멀 어드벤처~ (대원방송) - 코롱
- 도라에몽 극장판 진구와 철인군단 ~날아라 천사들~ (대원방송) - 삐요
- 도라에몽 극장판 진구와 날개의 용사들 (대원방송) - 구구
- 베르세르크 극장판 (대원방송) - 샬롯, 슬렁
- 슈퍼배드2  (MOVIE) - 셰논
- 슬램 덩크 극장판 (애니박스) - 최미라
- 극장판 홀리의 신비한 여행 - 마법의 암호 (대원방송) - 알다, 에스터
- 짱구는 못말려 극장판: 태풍을 부르는 황금 스파이 대작전 (대원방송) - 레몬
- 짱구는 못말려 극장판: 엄청난 태풍을 부르는 금창의 용사 (대원방송) - 채성아
- 짱구는 못말려 극장판: 포효하라! 떡잎 야생왕국 (대원방송) - 채성아
- 짱구는 못말려 극장판: 초시공! 태풍을 부르는 나의 신부 (대원방송)
- 코쿠리코 언덕에서 (MOVIE) - 노부코
- 터보 (MOVIE)
- 페어리 테일 극장판 - 봉황의무녀 (MOVIE) - 쥬비아 록서
- 산타의 매직 크리스탈 (MOVIE) - 지피
- 썬더와 마법저택 (MOVIE) - 매기
- 천재강아지 미스터 피바디 (MOVIE) - 마리앙투와네트
- 아바타 정글의 비밀 (MOVIE) - 라니
- 키코리키 : 천하무적 팀 (MOVIE) - 로자 / 마리아
- 엘리아스와 보물선 (MOVIE) - 엘리아스
- 본타 땅콩왕국의 전설 (MOVIE) - 가가
- 박스트롤 (MOVIE) - 신시아 / 기름통 / 아기에그
- 빅히어로6 (MOVIE) - 여자심판관
- 오즈의 마법사: 돌아온 도로시 (MOVIE) - 공주
- 스폰지밥3D (MOVIE)
- 노아의 방주: 남겨진 녀석들 (MOVIE) - 피니
- 정글번치 : 너구리 해적단과 보물지도 (MOVIE) - 수지
- 미니언즈 (MOVIE)
- 뮨: 달의 요정 (MOVIE) - 글림
- 몬스터 호텔 2 (MOVIE) - 켈시
- 바다의 노래: 벤과 셀키요정의 비밀 (MOVIE) - 브로나
- 쿵푸 팬더 3 (MOVIE) - 메이메이
- 주토피아 (MOVIE) - 난기 / 키티
- 마이펫의 이중생활, 마이펫의 이중생활 2 (MOVIE) - 기젯 (MOVIE) - 켈시
- 쿠보와 전설의 악기 (MOVIE) - 이모
- 포켓몬 더 무비 XY&Z: 볼케니온: 기계 왕국의 비밀 (MOVIE) - 키미아
- 트롤 (MOVIE) - 브리짓
- 보스 베이비 (MOVIE)
- 극장판 에그엔젤 코코밍:푸르밍과 두근두근 코코밍 세계 (MOVIE) - 리린밍
- 내 이름은 꾸제트 (MOVIE) - 꾸제트
- 파워캐치 완다 버그본의 지구 습격 (MOVIE) - 테라라
- 오즈 : 신기한 마법가루 (MOVIE) - 도로시
- 극장판 포켓몬스터 너로 정했다! (MOVIE) - 영자 / 파이리 / 캐터피
- 사랑의 하츄핑 (MOVIE) - 마리

### 특촬물
- 가면라이더 디케이드(대원방송) - 모모이, 유리, 치나츠
- 가면라이더 더블(대원방송) - 원지나(아스카 린)
- 파워레인저 미라클포스(대원방송) - 에리(미라클 핑크)(사토 리카)
- 파워레인저 캡틴포스(대원방송) - 에밀리, 베아르V, 학희
- 파워레인저 다이노포스(대원방송) - 미나

### 외화
도브 카메론
- 디센던츠 - 말
  - 디센던츠 땅과 바다 - 말
- 리브와 매디 - 리브, 매디
- 클라우드9 - 카일라

### TV 시리즈
- 틴 비치 - 레일라, 치치

### 영화
- 가디언즈 오브 갤럭시 - 어린 피터, 카리나
- 스타워즈 에피소드 7 - 사령관, 여스톰트루퍼
- 캡틴 아메리카: 윈터 솔져 - 페기 카터(헤일리 앳웰)
- 캡틴 아메리카: 시빌 워 - 프라이데이(케리 콘던)
- 어벤저스 2 - 페기 카터(헤일리 앳웰), 프라이데이(케리 콘던), 로라(린다 카델리니)
- 어벤져스: 인피니티 워 - 프라이데이(케리 콘던)
- 앤트맨 - 페기 카터(헤일리 앳웰)
- 블랙 팬서 - 린다(나비야 비) / 아나운서(루시 호킹스)

### 게임
- 갓오브스쿨
- 거울전쟁 – 신성부활
- 검은사막
- 고양이를 부탁해
- 괴리성 밀리언아서 - 카라테리
- 궁디팡팡
- 그라나사
- 길드오브아너 - 하이디언더본
- 나인하츠
- 너네별로 돌아가
- 네오골프 HD
- 니키의 여행일기
- 닌자스토리 - 만타로 / 소미
- 다함께 붕붕붕
- 당구의 신
- 던전앤파이터 - 돌아온 레이진, 백색의 타고르, 케이트, 운명의노른, 불고양이샤론
- 데스티니 차일드 - 마몬 / 상아
- 데미갓 워
- 두근두근 레스토랑
- 드래곤을 만나다
- 드래곤퀘스트
- 드래곤하츠 - 조아나 / 밀레나 / 아이레네 / 크루터너 / 글로니아 / 에슐리 / 린다
- 디아블로3 - 여자 강령술사 (네크로맨서)
- 디즈니 매지컬다이스
- 라그나로크
- 라스트맨 스탠딩
- 라인 레인저스 - 코니
- 라임 오딧세이 - 휴먼(여)
- 레이더즈
- 레이븐 - 제니아 / 엘프레이븐 / 미케네여왕
- 로스트킹덤 - 법시 / 여신
- 로스트판타지
- 리니지 이터널
- 리니지2
- 리버스
- 마비노기 영웅전
- 마스코와 숨은그림찾기
- 마왕아 부탁해
- 마이군주
- 마피아42 - 기자 / 마담
- 매일매일 스도쿠
- 매직 더 게더링
- 먹방 레전드
- 모아모아용
- 모여라! 소환소녀
- 모두의 마블 디즈니
- 몬스터 길들이기
- 몬스터 버스터즈
- 미녀폴리스
- 미드나잇 인 시티
- 바이킹 아일랜드
- 방구석에 인어아가씨 - 정이 / 윤씨부인
- 백발백중 - 엔젤/ 에바 / 메이/ 은비
- 버블리팝
- 베인글로리 - 스카이
- 블랙라이트
- 블레이드2
- 비행소녀
- 빙고 몬스터
- 블레이드 앤 소울 - 린검사
- 블리자드
- 삼국전기 리마스터 - 초선 / 소교 / 아두
- 삼국지퍼즐대전
- 샤이야워즈 - 아처
- 섀도우버스 - 에리카 / 나탈리
- 세븐나이츠 - 헬레니아/ 사라
- 세븐나이츠2 - 연희 / 렌 / 아일린 / 신탁
- 소울앤스톤
- 소울워커 - 세듀린
- 스타 프로젝트 온라인 - 윤지희
- 승리의 여신: 니케 - 킬로
- 신에게 가는 길 with BAND
- 싸이워즈
- 세인치로우
- 아이온
- 아스타
- 아크스피어
- 아키에이지
- 야생의 땅 듀랑고 - K
- 업고업고
- 에픽세븐 - 유나 / 라비 / 아로웰노아 / 쿠루리
- 엘리시온사가 with BAND
- 엘소드 -바포르, 카리스, 아느드란, 은
- 영웅
- 원신 - 푸리나
- 올라올라
- 음양사 - 나비요정
- 이데아
- 재배소년
- 젤리뽀
- 최강의 군단 - 화란, 백설, 라팽, 청정상인
- 카운터스트라이크2 - 최지윤
- 코어마스터즈
- 크리티카
- 클로저스 - 최보나
- 터치파이터
- 트란시아 - 알랄라 / 원죄혼령 / 소꿉친구원리 / 그리핀
- 파이널 판타지 이다, 타타루
- 파이러츠
- 팜아일랜드 스토리
- 펫아일랜드
- 푸른삼국지
- 필드오브파이어
- 프리스타일
- 플라잉걸스
- 플라잉쥬
- 히어로스퀘어
- 한칼의무사
- 헤일로4 - 린다
- 헤일로5 블루팀 - 린다
- 헬로 삼국지
- 헬로우 초밥왕
- AIMA
- MXM - 이노윈

### 광고/PV
- 동서식품 맑은티엔 애니메이션 - 사랑은 오늘도 맑음
- 잃어버린 씨앗(2013 천안 국제 웰빙식품 엑스포 주제영상) - 웰비니
- 피자헛 부들바삭! 크런치 치즈 스테이크
- 소녀전선 K2 - 특별영상(내레이션)

### 노래
- 가면라이더 더블 (대원방송) - W-B-X Boiled Extreme(여는 노래)
- 매일엄마 (SBS) - 매일엄마(여는 노래)
- 서몬마스터즈 블루드래곤 - 천계의 7룡 (대원방송) - 푸르른 미래/뭐 어때!(여는 노래/닫는 노래)
- 유희왕 ZEXAL (대원방송) - Master Piece(여는 노래)
- 하트캐치 프리큐어! (대원방송) - 하트캐치☆파라다이스!(닫는 노래)
- 후레쉬 프리큐어! (대원방송) - You make me happy/Happy@Together(닫는 노래)
- 후로티 로봇 (재능TV) - 후로티 로봇! 출동!(여는 노래)
- 이얍! 스페이스 정글 (EBS) - 이얍! 스페이스 정글 (여는 노래)
- 진바 (Zinba) (투니버스) - (닫는 노래)
- 건담 빌드 파이터즈 2기 (카툰/애니맥스) - wimp ft. Lil' Fang(여는 노래)
- 최강의 군단 MMORPG (에이스톰) - 태평무 (화란 테마곡)
- 여고생 수다클럽 (대원방송) - Stand up!(여는 노래) / 각자의 열 두 달, 답을 찾자(닫는 노래)
- 달의요정 세일러문 크리스탈 (대원방송) - 삽입곡
- 위베베 (카툰네트워크) - 삽입곡
- 레고 엘프 (디즈니) - 엔딩 삽입곡
- 심쿵 프리큐어 (대원방송) - 마음을 담아(큐어소드 삽입곡)

### 방송
- 대한민국 좋은학교 박람회 (KBS)
- MBC 다큐프라임 (MBC)
- 2015 MBC 연기대상 (MBC)
- TBC 특별기획다큐 사람과 사람 희망이 꽃피다 (TBC)
- 오감충전! G1이 좋다 (G1)강원민방
- 티브로드
- 따숨
- 지금 중부N
- 매일경제TV
- KTV 특별기획 (KTV)
- 씨채널 힐링토크 회복 (C채널)
- 드라이브클럽 (SBS)
- KBS 다큐 급변하는 사회 변하지 않는 교육 (KBS)
- MBC강원영동 특집다큐 원전제로 위대한유산 삼척 (MBC강원영동)

### 오디오 드라마 CD
- 아들과 함께 걷는 길 - 상우
- 방구석에 인어 아가씨 - 정이, 윤씨부인
- 멀리서 보면 푸른 봄